# Madame Henderson présente
Pour plus de détails, voir Fiche technique et Distribution.
Madame Henderson présente (Mrs. Henderson Presents) est un film britannique réalisé par Stephen Frears, sorti en 2005.

## Synopsis
En 1937, à 69 ans, Laura Henderson perd son époux, un richissime homme d'affaires des Indes britanniques. Alors qu'elle vient de rentrer à Londres, elle décide de lutter contre l'ennui du veuvage. 
Elle désire se lancer dans le music-hall en créant un cabaret-théâtre dans le quartier de Soho, à Londres, le Windmill Theatre (le moulin à vent), en référence au célèbre Moulin Rouge de Paris. Elle souhaite y présenter des revues novatrices et nues, selon la mode de New York et Paris. 
Comme elle ne connaît rien à cette activité, elle engage Vivian Van Damm, un directeur de théâtre compétent et talentueux à qui elle délègue les pleins pouvoirs. Elle se charge de son côté de convaincre les autorités d'autoriser cette innovation qui déroge au mœurs britanniques très conservatrices de l'époque. Le Windmill Theatre devient rapidement une institution londonienne, particulièrement pendant la Seconde Guerre mondiale où il continue à jouer pour les jeunes soldats, même sous les bombardements allemands, et devient un symbole de la résistance britannique.

## Fiche technique
- Titre : Madame Henderson présente
- Titre original : Mrs. Henderson Presents
- Réalisation : Stephen Frears
- Scénario : Martin Sherman, sur une idée de David Rose et Kathy Rose, d'après le livre de Sheila van Damm
- Production : Norma Heyman, David Aukin et Bob Hoskins
- Musique : George Fenton
- Photographie : Andrew Dunn
- Montage : Lucia Zucchetti (en)
- Décors : Hugo Luczyc-Wyhowski
- Costumes : Sandy Powell
- Pays d'origine : Royaume-Uni
- Format : Couleurs - 1,85:1 - Dolby Digital - 35 mm
- Genre : Comédie dramatique, musical
- Durée : 103 minutes
- Dates de sortie :
  - 9 septembre 2005, (Festival de Toronto)
  - 20 octobre 2005,  États-Unis (Austin Film Festival)
  - 25 novembre 2005,  Royaume-Uni
  - 11 janvier 2006,  France,  Belgique,  Suisse

## Distribution
- Judi Dench (VF : Evelyne Séléna) : Laura Henderson
- Bob Hoskins (VF : Michel Fortin) : Vivian Van Damm
- Will Young (VF : Emmanuel Garijo) : Bertie
- Kelly Reilly (VF : Claire Guyot) : Maureen
- Thelma Barlow (VF : Anna Gaylor) : Lady Conway
- Christopher Guest (VF : Bernard Dhéran) : Lord Cromer
- Toby Jones : Gordon
- Karen Aspinall : Une danseuse
- Elise Audeyev : Millerette
- Samuel Barnett (VF : Tony Marot) : Paul
- Anna Brewster (VF : Dominique Léandri) : Doris
- Rosalind Halstead (VF : Anne Dolan) : Frances
- Victoria Hay : Millerette
- Shona McWilliams : Gracie Kramer
- Camille O'Sullivan : Jane
- Doraly Rosen (VF : Diane Pierens) : Maggie
- Sarah Solemani (VF : Clotilde Morgiève) : Vera
- Natalia Tena (VF : Dorothée Pousséo) : Peggy

## Autour du film
- Cette nuit et toujours de Victor Saville en 1945, (Tonight and Every Night) avait également pour cadre le Windmill Theatre.

## Récompenses
- Nomination au prix du meilleur film britannique indépendant, meilleur réalisateur, meilleur scénario, meilleur acteur (Bob Hoskins), meilleure actrice (Judi Dench), meilleur second rôle féminin (Kelly Reilly) et meilleur jeune espoir (Thelma Barlow), lors des British Independent Film Awards 2005.
- Nomination au Golden Globe du meilleur film de comédie, meilleure actrice (Judi Dench) et meilleur second rôle masculin (Bob Hoskins) en 2005.